# أنسيل
أنسيل (بالإنجليزية: Ansell)‏ هي شركة أسترالية تقوم بتصنيع القفازات والواقيات الذكرية الطبية.

## تاريخ الشركة
تشكلت أنسيل كما دنلوب هوائي الشركة صور من أستراليا المحدودة في عام 1899، عندما تدمج دنلوب الهوائية شركة صور للمملكة المتحدة فرعها الأسترالية، التي شكلت في عام 1893، وطفت على البورصات الأسترالية. في عام 1906 غيرت الشركة اسمها إلى شركة دنلوب المطاط واستراليا المحدودة، وعام 1929 تغيرت مرة أخرى، بعد عملية الدمج مع شركة Perdriau المطاط، إلى دنلوب Perdriau المحدودة
في هذا الوقت كان العمل الرئيسي للشركة إنتاج إطارات السيارات. وسعت الشركة إلى المنتجات المطاطية الأخرى، بما في ذلك الأحذية في عام 1948. وفي عام 1967 غيرت الشركة اسمها إلى دنلوب أستراليا، واستمرت في تنويع.
في عام 1969 حصلت دنلوب أستراليا شركة المطاط أنسيل، التي كانت قد تأسست في عام 1929 (في الأصل كما EN أنسيل وأولاده) من قبل اريك نورمان أنسيل، في الوقت عامل لشركة دنلوب المطاط وأستراليا. التي أنسيل من وضع الواقي الذكري قبل أن ينتقل إلى مناطق أخرى مثل الأقنعة الواقية من الغازات وبالونات الطقس فضلا عن تطوير أول ذات الإنتاج الضخم القفازات القابل للتصرف.
واصلت دنلوب أستراليا في التوسع. في عام 1980 اشترت منافس وأصبحت تعرف باسم دنلوب الأولمبية، وفي عام 1986 غيرت اسمها إلى دنلوب المحيط الهادئ، مما يعكس التوسع الجغرافي. في عام 1986 دخلت في مشروع مشترك مع جوديير للإطارات لتصنيع وتوزيع الإطارات في أستراليا. تنوعت دنلوب المحيط الهادئ في الملابس، والبطاريات، منتجات الرعاية الصحية والمواد الغذائية، وبحلول منتصف 1990s كان واحدا من أكبر 20 شركة في أستراليا، مع عمليات في 20 بلدا.
في 1990s في وقت لاحق عانى المحيط الهادئ من انخفاض الأرباح وارتفاع أعباء الديون. وقد بدأ برنامج سحب الاستثمارات منها، وبيع شركات الأغذية وبطاريته. وقد طرحت شركات الملابس والأحذية قبالة كما الماركات المحيط الهادئ في عام 2001، والشركة عازمة على التركيز على منتجات الرعاية الصحية شركة تابعة أنسيل لها. وأخيرا، في عام 2002، غيرت الشركة اسمها إلى أنسيل المحدودة.

## العلامات التجارية والمنتجات
أنسيل لديها مختلف العلامات التجارية الفرعية العاملة في جميع أنحاء العالم على حد سواء قفازات واقي والمنتجات الواقي الذكري.
| - DermaPrene - Encore - Gammex - Medi-Grip - Micro-Touch | - Akuel - Blowtex - Contempo - Jissbon - KamaSutra - LifeStyles - Manix - Mates - New Caress - Prime - Primex - Sixsex - Unimil - Zero | - AlphaTec - Ansell Hawkeye - HyFlex - PowerFlex - ProjeX Series - Sol-Vex - Touch N Tuff - Vantage - VersaTouch |